# Kirsten Halsnæs
Kirsten Halsnæs (født 2. juli 1956 i København) er en dansk miljøøkonom. Hun er professor med særlige opgaver i klima og økonomi ved Danmarks Tekniske Universitet hvor hun er tilknyttet gruppen Systems Analysis Sustainability under DTU Management.

## Baggrund
Halsnæs har en uddannelse som cand.polit. fra Københavns Universitet (1983) og er ph.d fra Roskilde Universitet (1997).

## Arbejde for FN's klimapanel
Halsnæs deltager i arbejdet i arbejdsgruppe III under FN's klimapanel som en af forfatterne til kapitel 17 "Accelerating the transition in the context of sustainable development" i klimapanelets kommende "sjette hovedrapport".
Hun har tidligere været en af de to koordinerende hovedforfattere til kapitel 2 i IPCC's fjerde hovedrapport, der udkom i 2007.

## Øvrige hverv og udmærkelser
I 2019 vandt Halsnæs Uddannelses- og Forskningsministeriets Forskningskommunikationspris.
I 2020 er hun dommer i Danmarks Radios, dagbladet Informations og Lundbeckfondens årlige formidlingskonkurrence for ph.d.-stipendiater Ph.d. Cup.
I 2013-19 var hun medlem af Det Etiske Råd.